# جک کرلی
جک کرلی (انگلیسی: Jack Crelley؛ 24 September 1881 – ۱۹۴۶ (۶۴−۶۵ سال)) بازیکن فوتبال بود.